# Mary Elizabeth Braddon
Mary Elizabeth Braddon (født 4. oktober 1837 i London, død 4. februar 1915 i Richmond, Surrey) var en engelsk forfatterinde. Hun var mor til William Babington Maxwell.
Mary Elizabeth Braddon skrev en stor mængde sensationsromaner, der ved spændende handling og livlige skildringer, men uden større kunstnerisk værd, skaffede hende et meget stort publikum. Efter nogle indledende forsøg vakte hun stor opsigt ved romanen Lady Audley's Secret (1862), som i tre måneder nåede otte oplag og i oversættelse læstes som feuilleton i de fleste større nordiske blade. Derefter fulgte med stor hurtighed, gennemsnitlig én eller to om året, en
lang række romaner, blandt hvilke kan nævnes: Aurora Floyd; John Marchmonth's Legacy; Henry Dunbar. Siden 1866 udgav hun i nogle år månedsskriftet Belgravia. Hun var gift med forlæggeren John Maxwell, men bevarede som forfatterinde sit pigenavn.